# 33º Reggimento carri
Il 33º Reggimento carri è stata una unità del Regio Esercito dal 1939 al 1943 e dell'Esercito Italiano dal 1993 al 2001.

## Storia
Il Reggimento venne costituito a Parma il 6 novembre 1939 con la denominazione di 33º Reggimento fanteria carristi, con i battaglioni carri L XXII e XXIII, provenienti dal 1º Reggimento fanteria carrista, e VI e XXXII, provenienti dal 3º Reggimento fanteria carristi.
La nuova unità venne inquadrata nella 133ª Divisione corazzata "Littorio" insieme al 12º Reggimento bersaglieri e al 133º Reggimento artiglieria. Nell'aprile 1940 venne disposto un cambio di numerazione per cui all'ingresso dell'Italia nel secondo conflitto mondiale i battaglioni vennero numerati rispettivamente I, II, III e IV. Dopo il trasferimento in Africa Settentrionale del I Battaglione carri, il 22 dicembre 1940 venne disposto, in seno al Deposito del 33º Reggimento, la costituzione di un altro I Battaglione carri su carri M che divenne VI Battaglione carri M13/40, inviato anch'esso in Africa Settentrionale. Il Deposito costituisce anche l'VIII battaglione carri poi assegnato al 32º Reggimento carri già in Africa Settentrionale e poi da questo ceduto al 132°. Il 33º Reggimento pertanto rimase formato da tre battaglioni I, II e III, già rispettivamente II, III e IV carri L. Così formato viene mobilitato e dall'11 al 17 aprile 1941 partecipa con la Divisione Littorio alle operazioni per l'invasione della Jugoslavia.
Il 30 luglio 1941 il III Battaglione carri venne soppresso e le sue due compagnie assorbite dal I e II Battaglione carri; nel successivo mese di agosto presso il deposito reggimentale venne costituito il XIV Battaglione carri M13/40. In ottobre i due battaglioni carri L vennero inviati in Sardegna ed il 27 novembre 1941 il comando del Reggimento lasciò la Divisione "Littorio" sostituito dal 133º Reggimento carri tutto su carri med costituitosi nel frattempo a Pordenone, passando alle dipendenze del Comando Zona Militare di Piacenza avendo alle sue dipendenze il XIV Battaglione carri M, il Battaglione addestramento ed i battaglioni complementi CDXXXIII e CDXXXIV. Dal 1º febbraio 1942 il 33° viene trasformato in Reggimento carri M su comando, compagnia c/a da 20 mm, XVII, XVIII e XIX Battaglione carri medi; tuttavia il reggimento ricevette solo il XVIII Battaglione dal 3º Reggimento carrista mentre il XVII passò dal 4° al 31° ed il XIX rimane presso il 31º Reggimento fanteria carristi. Il 24 aprile 1942 presso il deposito reggimentale venne costituito il IV Battaglione semoventi da 47/32 assegnato poi alla Divisione "Livorno" nella quale vennero inquadrati anche il CXXXIII ed il CCXXXIII Battaglione semoventi da 47/32 costituiti il 1º maggio ed il 1º ottobre successivi, battaglioni che avrebbero trovato impiego in Sicilia.
Nell'agosto 1942 il XIV Battaglione carri M venne trasferito dal deposito reggimentale al 31º Reggimento fanteria carrista ed alla fine dello stesso mese nell reggimento vennero inquadrati il XVIII battaglione carri M15, i battaglioni complementi CDXXXIII e CDXXXIV, il LVII semoventi da 75/34; il 27 giugno 1943 con il XVIII Battaglione carri M15 venne trasferito al 32º Reggimento carri in Sardegna. L'8 settembre 1943, in seguito alle vicende armistiziali, il 33º reggimento fanteria carrista, dislocato nella zona di Fidenza, venne sciolto.

## La ricostituzione
Il 1º settembre 1964 venne costituito a Civitavecchia il VI Battaglione carri, equipaggiato con carri medi M47 Patton, inquadrato nel 1º Reggimento bersaglieri corazzato della Divisione corazzata "Centauro", che riallacciava le proprie origini al VI Battaglione carri d'assalto costituito a Bologna il 1º giugno 1935 in seno al Reggimento carri armati, che avrebbe preso la denominazione di VI Battaglione carri d'assalto "Lollini", dal 15 settembre 1936, quando dal Reggimento carri armati, venne costituito il 3º Reggimento fanteria carrista, presso il quale rimase alle dipendenze fino al 6 novembre 1939 allorché venne trasferito, insieme al XXXII battaglione, al 33º Reggimento fanteria carrista, costituitosi in quella stessa data a Parma. Il Battaglione raccoglieva anche le tradizioni del VI Battaglione carri M13/40 costituito il 21 dicembre 1940 e destinato in Africa Settentrionale che completato il suo organico nel gennaio 1941 con il personale del I Battaglione carri L in ricostituzione presso il 33º reggimento fanteria carrista, sbarcato in Libia nel gennaio 1941 venne sciolto il 6 febbraio 1941 dopo essere stato annientato durante la prima offensiva britannica.
Con la ristrutturazione dell'Esercito Italiano da 1º ottobre 1975 il VI battaglione carri venne ridenominato 6º Battaglione carri "M.O. Scapuzzi" ed a seguito dello scioglimento del reggimento bersaglieri, avvenuto il 31 ottobre 1975, con l'abolizione del livello reggimentale nell'Esercito Italiano, il Battaglione assunse fisionomia autonoma e con decreto 12 novembre 1976 ricevette la bandiera di guerra e le tradizioni del 33º reggimento fanteria carrista.
Nell'ambito del riordinamento della Forza Armata, con la ricostituzione del livello reggimentale il 31 agosto 1993 il Battaglione, persa la propria autonomia, cedette la Bandiera di guerra al 33º Reggimento carri ricostituito il giorno successivo ad Ozzano nel quale confluì l'11º Battaglione carri "M.O. Calzecchi", mentre il Battaglione carri "M.O. Scapuzzi" il 1º settembre 1993 venne inquadrato nel 4º Reggimento carri con sede a Civitavecchia. Il Reggimento, inquadrato nella Brigata meccanizzata "Friuli" e successivamente nella 132ª Brigata corazzata "Ariete", venne definitivamente sciolto nel 2001 e la sua Bandiera di Guerra inviata al Sacrario delle Bandiere del Vittoriano di Roma.

## Stemma araldico
Lo stemma è stato concesso con decreto del 15 giugno 1977.
CORONA TURRITA.
ORNAMENTI: lista bifida: d'oro, svolazzante, collocata sotto la punta dello scudo, incurvata con la concavità rivolta verso l'alto, riportante il motto:
AERE PERENNIUS.»
1º e 3º quarto: su smalto di rosso (simbolo di valore, ardire e sacrificio) è stato rappresentato il legame storico del 33º reggimento con la Sicilia (a ricordo del sacrificio dei battaglioni lV, CXXXIII e
CCXXXlll) e la Cirenaica (in memoria dei carristi del VI battaglione cr.).
2º quarto: su smalto azzurro (simbolo di amor patrio e lealtà) l'arme di Dalmazia, terra ove il 33º ha operato nel 1941. Nel 4º quarto lo stemma di Parma ricorda il legame territoriale esistente fra il
reggimento e la città dove fu costituito nel 1939.